# George Hajjar
George Hajjar (àrab: جورج حجار, Jūrj Ḥajjār) és un escriptor, professor universitari i activista polític canadenc d'origen àrab. Fou membre del Front Popular per a l'Alliberament de Palestina (FPAP), i esdevingué company de lluita de Leila Khaled.
Com a professor universitari exercí a l'Institut Politècnic Ryerson (actual Universitat Ryerson), al departament d'Estudis Integrats de la Universitat de Waterloo, ambdós al Canadà, i posteriorment a la Universitat de Kuwait. Com a escriptor publicà diverses obres d'assaig a la dècada de 1970 sobre Palestina i el dret a l'autodeterminació. La seva obra més coneguda fou El meu poble viurà. Biografia d'una revolucionària.
Hajjar contactà amb Khaled i altres membres del moviment d'alliberament palestí, durant diverses visites realitzades a l'Orient Mitjà als anys 1970 i 1971. A la trobada del 23 de juliol de 1971 dispensaren tretze hores diàries, durant cinc dies, de converses perquè Hajjar recopilés tota la informació possible. A continuació, processà tota la informació durant els mesos de setembre i octubre de 1971 per a redactar el llibre. En acabat, sondejà vint editorials canadenques, cap d'elles interessades en publicar l'obra. Finalment, l'editorial Bantam Books de Nova York acceptà l'obra i vengué els drets d'autoria a nivell internacional, fet que permetí publicar l'obra en indrets com Japó, Regne Unit o Alemanya Occidental. A partir d'aleshores, nombroses crítiques aparegueren a periòdics, com per exemple dues publicades l'any 1973 al The Sunday Telegraph de Londres. La Pilots' Association presentà una demanda per a retirar el llibre de circulació però els tribunals de justícia britànics no li donà la raó fent prevaldre el dret a la llibertat d'expressió.

## Obres escrites
- El meu poble viurà. Biografia d'una revolucionària (1973)
- Kanafani, symbol of Palestine (1974)[5]
- Rebellion and self rule in Iraqi Kurdistan (1974) (amb Charlotte Dennett i la secció libanesa de LIMPAL)[6]